# منظمة معاهدة الحظر الشامل للتجارب النووية
منظمة معاهدة الحظر الشامل للتجارب النووية (CTBTO) هي منظمة دولية ستُنشأ عند بدء نفاذ معاهدة الحظر الشامل للتجارب النووية ، وهي اتفاقية تحظر تفجيرات التجارب النووية. سيكون مقرها فيينا ، النمسا . ستُكلف المنظمة بالتحقق من الحظر المفروض على التجارب النووية وستعمل بالتالي على نظام مراقبة عالمي وقد تجري عمليات تفتيش في الموقع. تم إنشاء اللجنة التحضيرية لمنظمة معاهدة الحظر الشامل للتجارب النووية ، وأمانتها الفنية المؤقتة ، في عام 1997 ومقرها في فيينا ، النمسا.

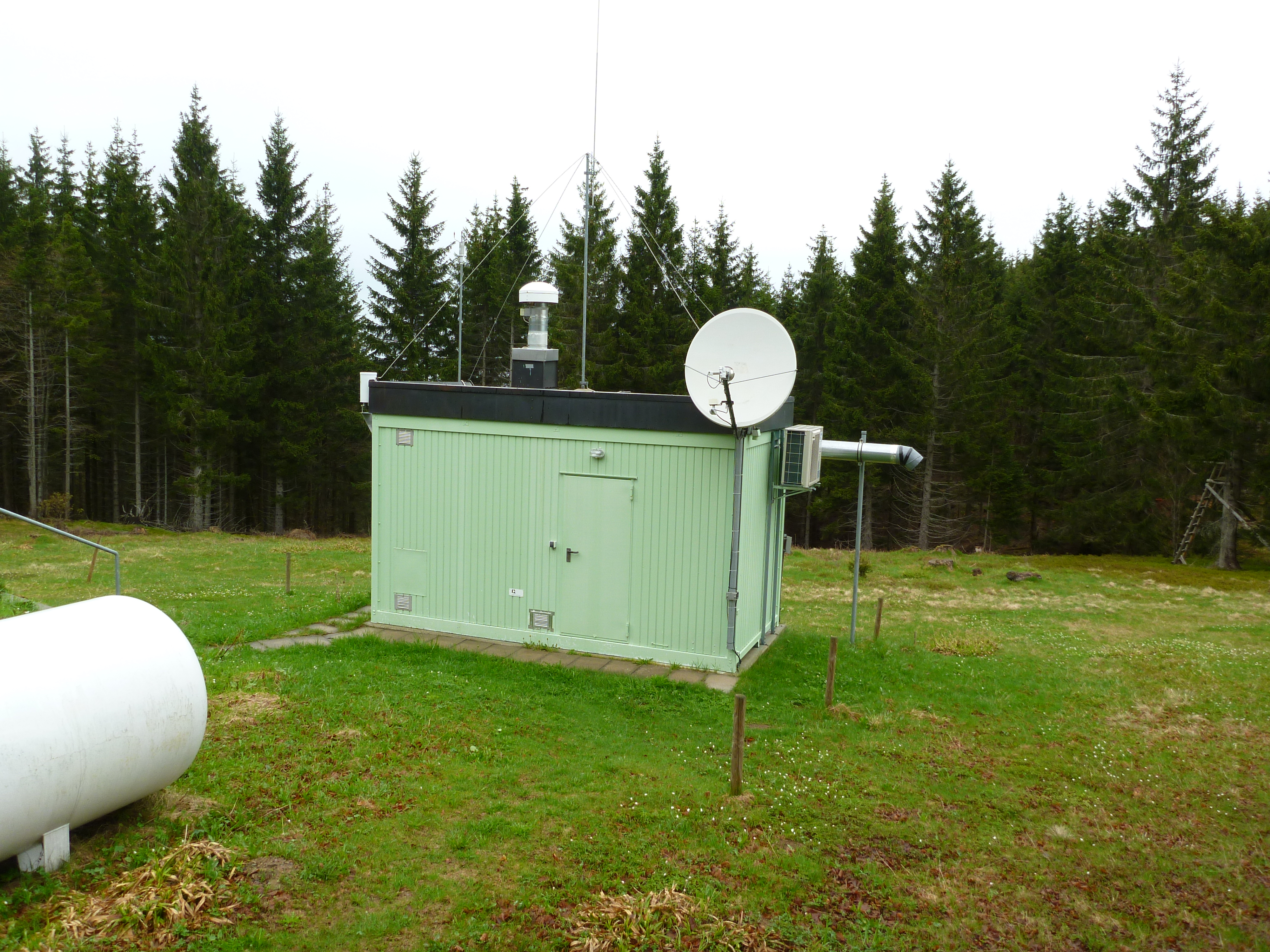
محطة النويدات المشعة في شاوينسلاند في ألمانيا

## روابط خارجية
- الموقع الرسمي